# 黄蔷薇
黄蔷薇（学名：Rosa hugonis）为蔷薇科蔷薇属下的一个种。

## 扩展阅读
- 維基物種上的相關：黄蔷薇